# Phân phối xác suất
Trong toán học và thống kê, một phân phối xác suất hay thường gọi hơn là một hàm phân phối xác suất là quy luật cho biết cách gán mỗi xác suất cho mỗi khoảng giá trị của tập số thực, sao cho các tiên đề xác suất được thỏa mãn. Theo thuật ngữ kỹ thuật, một phân phối xác suất là một độ đo xác suất (probability measure) mà miền xác định là đại số Borel trên tập số thực.
Một phân phối xác suất là một trường hợp đặc biệt của một khái niệm tổng quát hơn về độ đo xác suất, đó là một hàm thỏa mãn các tiên đề xác suất của Kolmogorov cho các tập đo được của một không gian đo được (measurable space).

## Định nghĩa chính thức
Mỗi biến ngẫu nhiên tạo ra một phân phối xác suất, phân phối này chứa hầu hết các thông tin quan trọng về biến ngẫu nhiên đó. Nếu X là một biến ngẫu nhiên, phân phối xác suất tương ứng gán cho đoạn [a, b] một xác suất P[a ≤ X ≤ b], nghĩa là, xác suất mà biến X sẽ lấy giá trị trong đoạn [a, b].
Phân phối xác suất của biến X có thể được mô tả một cách duy nhất bởi hàm phân phối tích lũy (cumulative distribution function) F(x) được định nghĩa như sau:
{\displaystyle F(x)=\Pr \left[X\leq x\right]}
với mọi x thuộc R.
Một phân phối được gọi là rời rạc nếu hàm phân phối tích lũy của nó bao gồm một dãy các bước nhảy hữu hạn, nghĩa là nó sinh ra từ một biến ngẫu nhiên rời rạc X: một biến chỉ có thể nhận giá trị trong một tập hợp hữu hạn hoặc đếm được nhất định. 
Một phân phối được gọi là liên tục nếu hàm phân phối tích lũy của nó là hàm liên tục, khi đó nó sinh ra từ một biến ngẫu nhiên X mà P[ X = x ] = 0 với mọi x thuộc R. 
Phân phối liên tục còn có thể được biểu diễn bằng hàm mật độ xác suất: một hàm f không âm khả tích Lebesgue được định nghĩa trên tập số thực như sau:
{\displaystyle \Pr \left[a\leq X\leq b\right]=\int _{a}^{b}f(x)\,dx}
với mọi a và b.
Không có gì đáng ngạc nhiên về việc các phân phối rời rạc không có một hàm mật độ như vậy, nhưng có các phân phối liên tục, như phân phối cầu thang của quỷ (devil's staircase), cũng không có mật độ.
- Giá của một phân phối là một tập đóng nhỏ nhất mà các phần tử của nó có xác suất bằng 0.
- Phân phối xác suất của tổng hai biến ngẫu nhiên độc lập là tích chập (convolution) của các phân phối của chúng.
- Phân phối xác suất của hiệu hai biến ngẫu nhiên là tương quan chéo (cross-correlation) của các phân phối của chúng.

## Các phân phối xác suất quan trọng
Một số phân phối xác suất có vai trò quan trọng trong lý thuyết và ứng dụng đến mức chúng đã được đặt tên:

### Các phân phối rời rạc

#### Với biến ngẫu nhiên nhận hữu hạn giá trị
- Phân phối Bernoulli là phân phối của biên ngẫu nhiên X lấy giá trị 1 với xác suất p và giá trị 0 với xác suất q = 1 − p.
  - Phân phối Rademacher là phân phối của biên ngẫu nhiên X lấy giá trị giá trị 1 với xác suất 1/2 và giá trị −1 với xác suất 1/2.
- Phân phối nhị thức (binomial distribution) là phân phối của biên ngẫu nhiên X biểu diễn số lần thành công trong một dãy thí nghiệm độc lập, trong đó mỗi lần thử xác suất thành công là số p cố định.
- Phân phối suy biến (degenerate distribution) tại x0 là phân phối của biên ngẫu nhiên X, trong đó X chắc chắn lấy giá trị x0. Phân phối này không có vẻ ngẫu nhiên, nhưng nó thỏa mãn định nghĩa về biến ngẫu nhiên. Nó có ích do nó đã đặt các biến tất định và các biến ngẫu nhiên trong cùng một dạng thức.
- Phân phối đều rời rạc (discrete uniform distribution)là phân phối của biến ngẫu nhiên X trong đó X nhân giá trị trong một tập hữu hạn và X nhận giá trị bằng mỗi phần tử của tập đó với xác suất bằng nhau. Đây chính là phân phối xác suất của biên ngẫu nhiên X nhận được khi gieo một đồng xu cân bằng, một con súc sắc không lệch, một vòng roulette, hoặc khi tráo kỹ một bộ bài. Ngoài ra, người ta còn có thể sử dụng các đo đạc về các trạng thái lượng tử (quantum state) để sinh các biến ngẫu nhiên đều. Mọi thiết bị "vật lý" hay "cơ khí" đều có thể có lỗi thiết kế hoặc bị trục trặc, và phân phối đều là một mô tả gần đúng hành vi của chúng.
- Phân phối siêu bội (hypergeometric distribution) là phân phối của biên ngẫu nhiên X biểu diễn số lần thành công trong m lần đầu tiên của một chuỗi n thực nghiệm độc lập, nếu cho trước tổng số lần thành công.
- Phân phối Zipf: một phân phối quy tắc lũy thừa (power law) rời, ví dụ nổi tiếng nhất của nó là mô tả về tần số của các từ trong tiếng Anh.
- Phân phối Zipf-Mandelbrot là một phân phối quy tắc lũy thừa rời rạc và là suy rộng của phân phối Zipf.

#### Với biến ngẫu nhiên nhận vô hạn giá trị
- Phân phối Boltzmann, một phân phối rời rạc quan trọng trong vật lý học thống kê. Nó mô tả xác suất của các mức năng lượng rời rạc của một hệ thống trong cân bằng nhiệt. Nó có một mô hình liên tục. Các trường hợp đặc biệt gồm có:
  - Phân phối Gibbs
  - Phân phối Maxwell-Boltzmann
  - Phân phối Bose-Einstein
  - Phân phối Fermi-Dirac
- Phân phối hình học, là phân phối của biến ngẫu nhiên X rời rạc mô tả số thực nghiệm cần thiết để đạt đến thành công đầu tiên trong một dãy các thực nghiệm Có/Không độc lập.

- Phân phối lôga

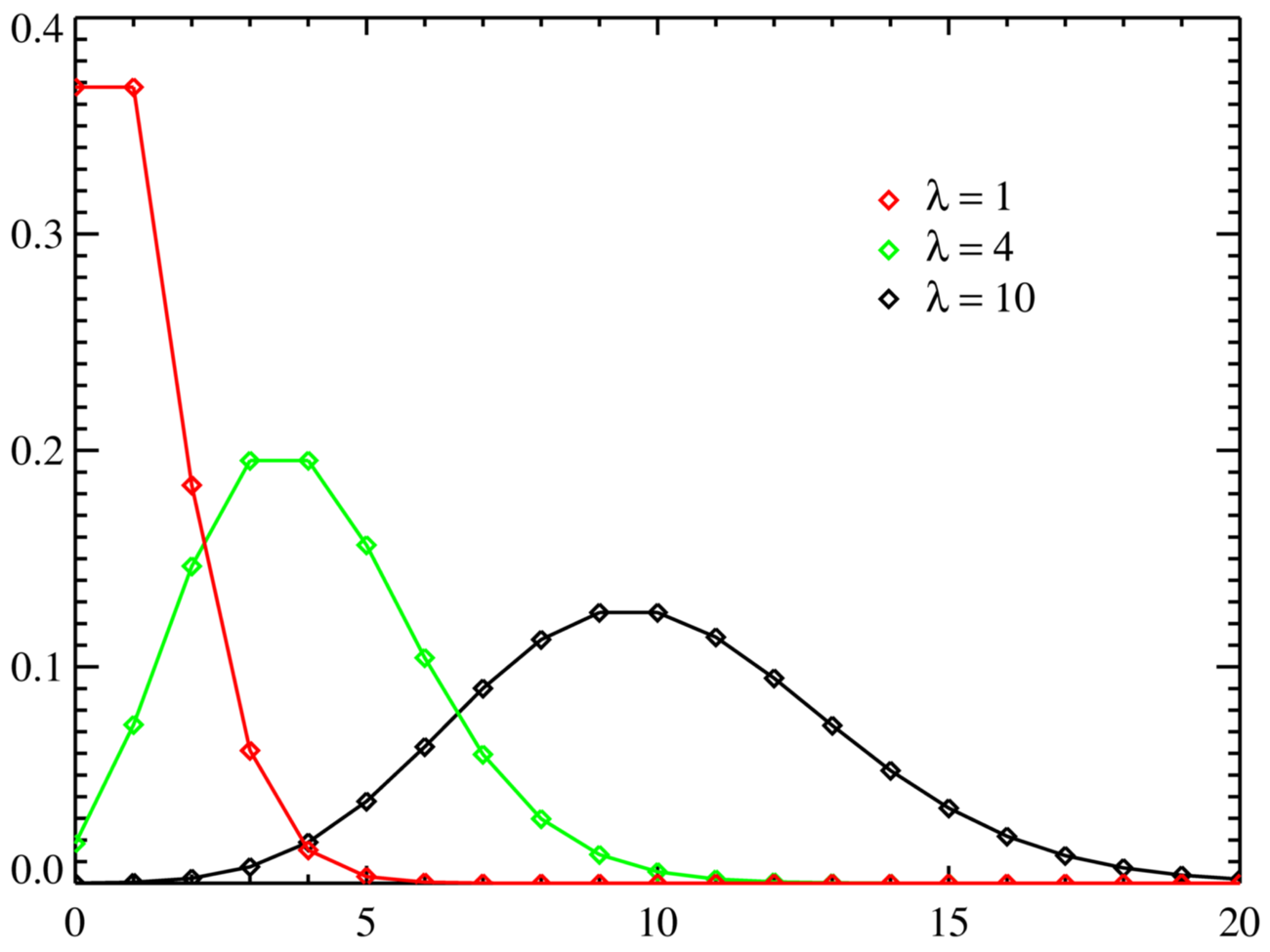
Phân phối Poisson

- Phân phối nhị thức âm, một suy rộng của phân phối hình học cho thành công thứ n.
- Phân phối bật hai phân dạng
- Phân phối Poisson, là phân phối của biên ngẫu nhiên X biểu diên một số rất lớn các biến cố xảy ra trong một khoảng thời gian nhất định.

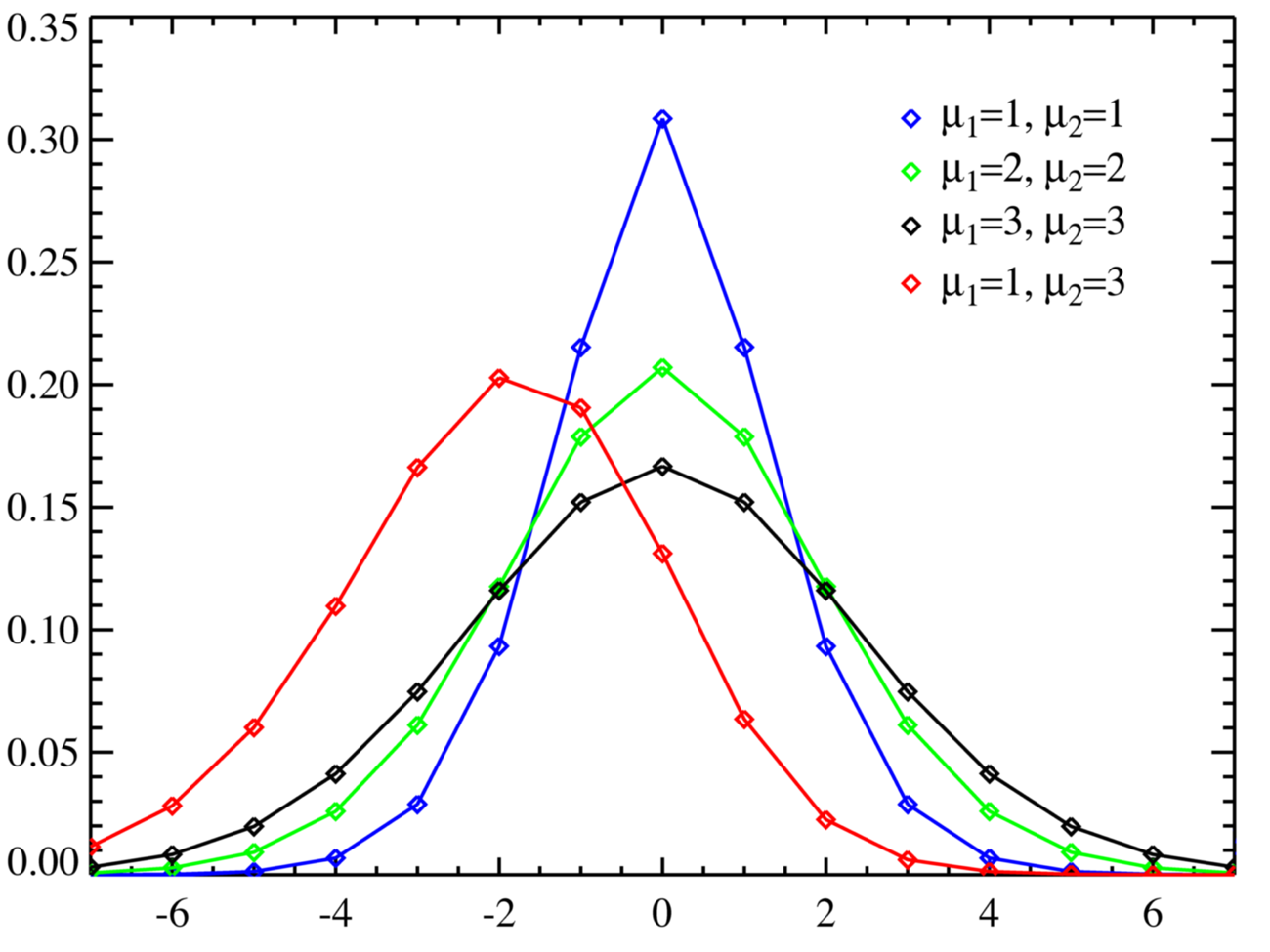
Phân phối Skellam

- Phân phối Skellam, phân phối của hiệu của hai biến ngẫu nhiên độc lập tuân theo phân phối Poisson.
- Phân phối Yule-Simon
- Phân phối zeta dùng trong thống kê ứng dụng và cơ học thống kê, và có lẽ được các nhà lý thuyết số quan tâm. Nó là phân phối Zipf cho tập vô hạn các phần tử.

### Các phân phối liên tục

#### Phân phối của các biến ngẫu nhiên lấy giá trị trên một khoảng bị chặn

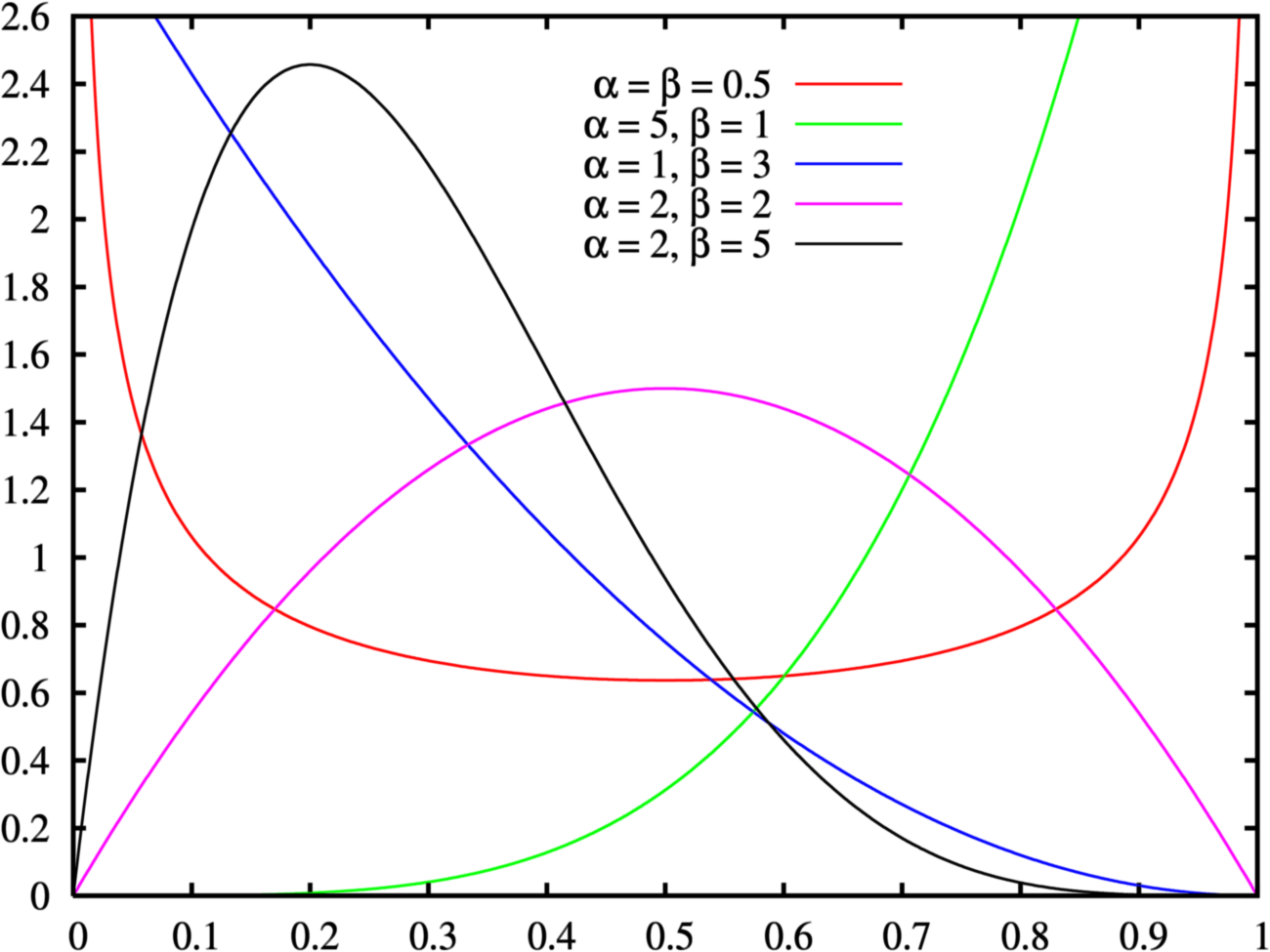
Phân phối Beta

- Phân phối Beta trên đoạn [0,1], phân phối đều là trường hợp đặc biệt, hữu dụng cho việc ước lượng các xác suất thành công.

Phân phối đều liên tục

- Phân phối đều liên tục trên đoạn [a,b]là phân phối của biên ngẫu nhiên X, trong đó X nhận giá trị trong các khoảng con hữu hạn độ dài bằng nhau với xác suất bằng nhau.
  - Phân phối chữ nhật là một phân phối đều trên đoạn [-1/2,1/2].
- Hàm delta Dirac tuy không hoàn toàn là một hàm, là một dạng giới hạn của nhiều hàm xác suất liên tục. Nó biểu diễn một phân phối xác suất rời rạc tập trung tại 0 — một phân phối suy biến — (degenerate distribution) nhưng hệ thống biểu diễn đối xử với nó như thể nó là một phân phối liên tục.
- Phân phối Kumaraswamy cũng hữu dụng như phân phối Beta nhưng có dạng đóng đơn giản cho cả hàm phân phối tích lũy và hàm phân phối xác suất.
- Phân phối lôga (liên tục)
- Phân phối tam giác trên đoạn [a, b], trường hợp đặc biệt là phân phối của tổng hai biến ngẫu nhiên có phân phối đều (tính chập của hai phân phối đều).
- Phân phối von Mises
- Phân phối nửa hình tròn Wigner (Wigner semicircle distribution) quan trọng trong lý thuyết ma trận ngẫu nhiên (random matrices).

#### Phân phối của các biến ngẫu nhiên lấy giá trị trên khoảng nửa hữu hạn, thường là[0,∞)
- Phân phối chi

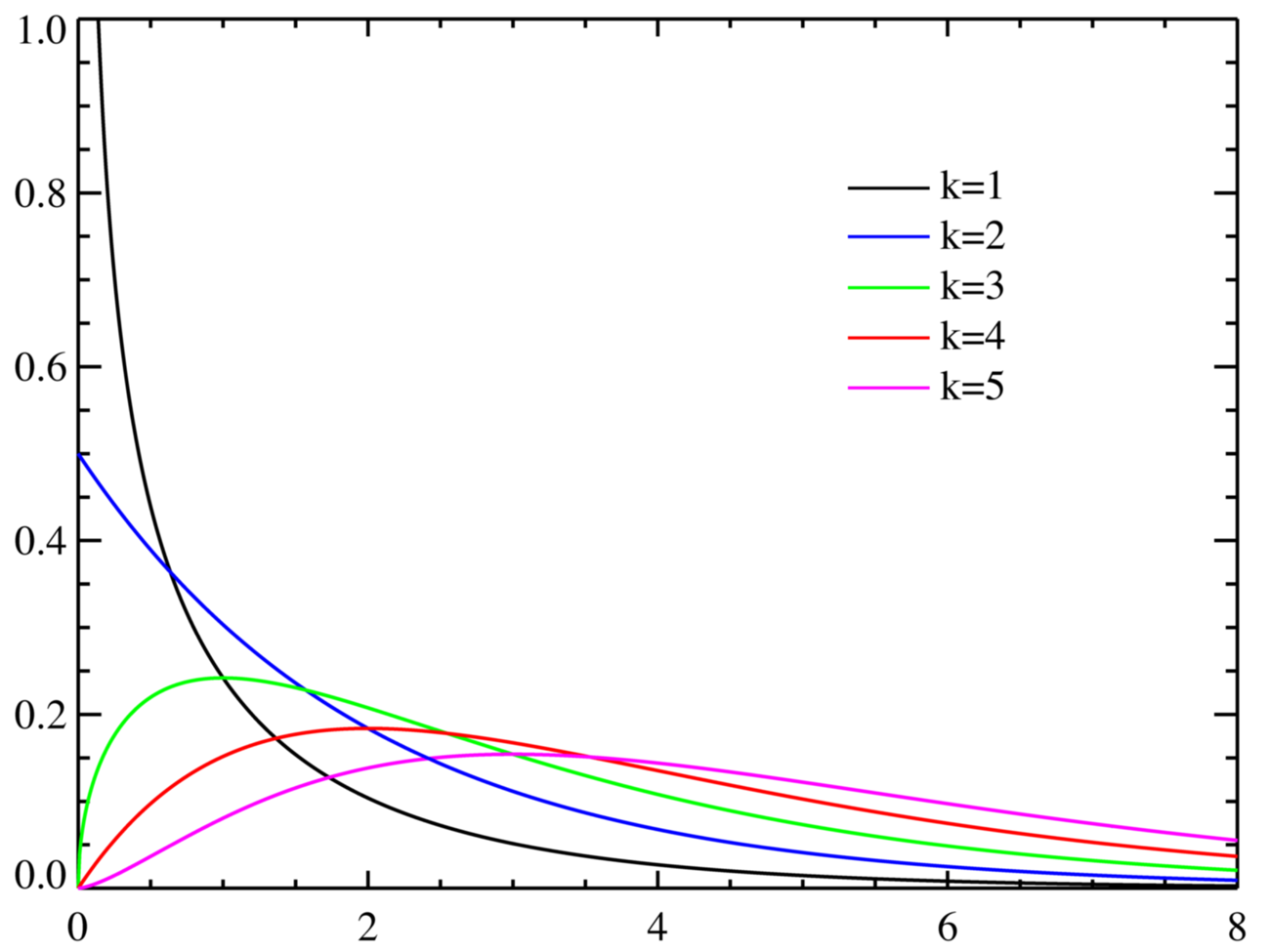
Phân phối chi-square

- Phân phối chi không trung tâm (noncentral chi distribution)
- Phân phối chi-bình phương, là tổng của các bình phương của n biến ngẫu nhiên Gauss độc lập. Đây là trường hợp đặc biệt của phân phối the Gamma, nó được dùng cho các kiểm tra goodness-of-fit (mức độ khớp) trong Thống kê.
  - Phân phối chi-bình phương nghịch đảo (inverse-chi-square distribution)
  - Phân phối chi-bình phương nghịch đảo không trung tâm (noncentral chi-square distribution)
  - Phân phối chi-bình phương nghịch đảo tỉ lệ (scale-inverse-chi-square distribution)

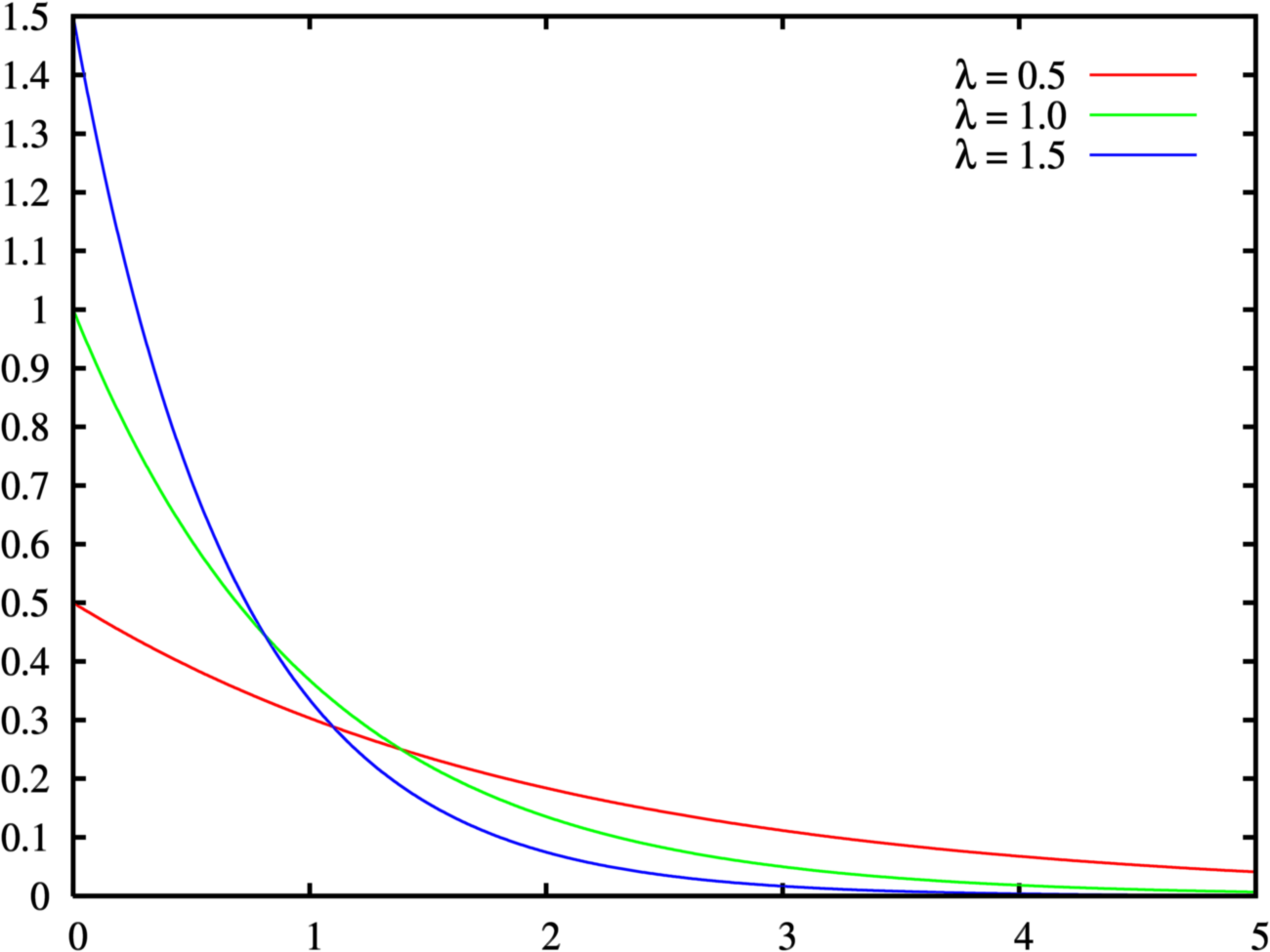
Phân phối mũ

- Phân phối mũ, mô tả thời gian giữa các biến cố ngẫu nhiên hiếm gặp liên tiếp trong một quy trình không có bộ nhớ.
- Phân phối F, là phân phối của tỉ lệ giữa hai biến ngẫu nhiên có phân phối chi-bình phương (đã chuẩn hóa), dùng trong phân tích phương sai (analysis of variance).
  - Phân phối F không trung tâm (noncentral F-distribution)

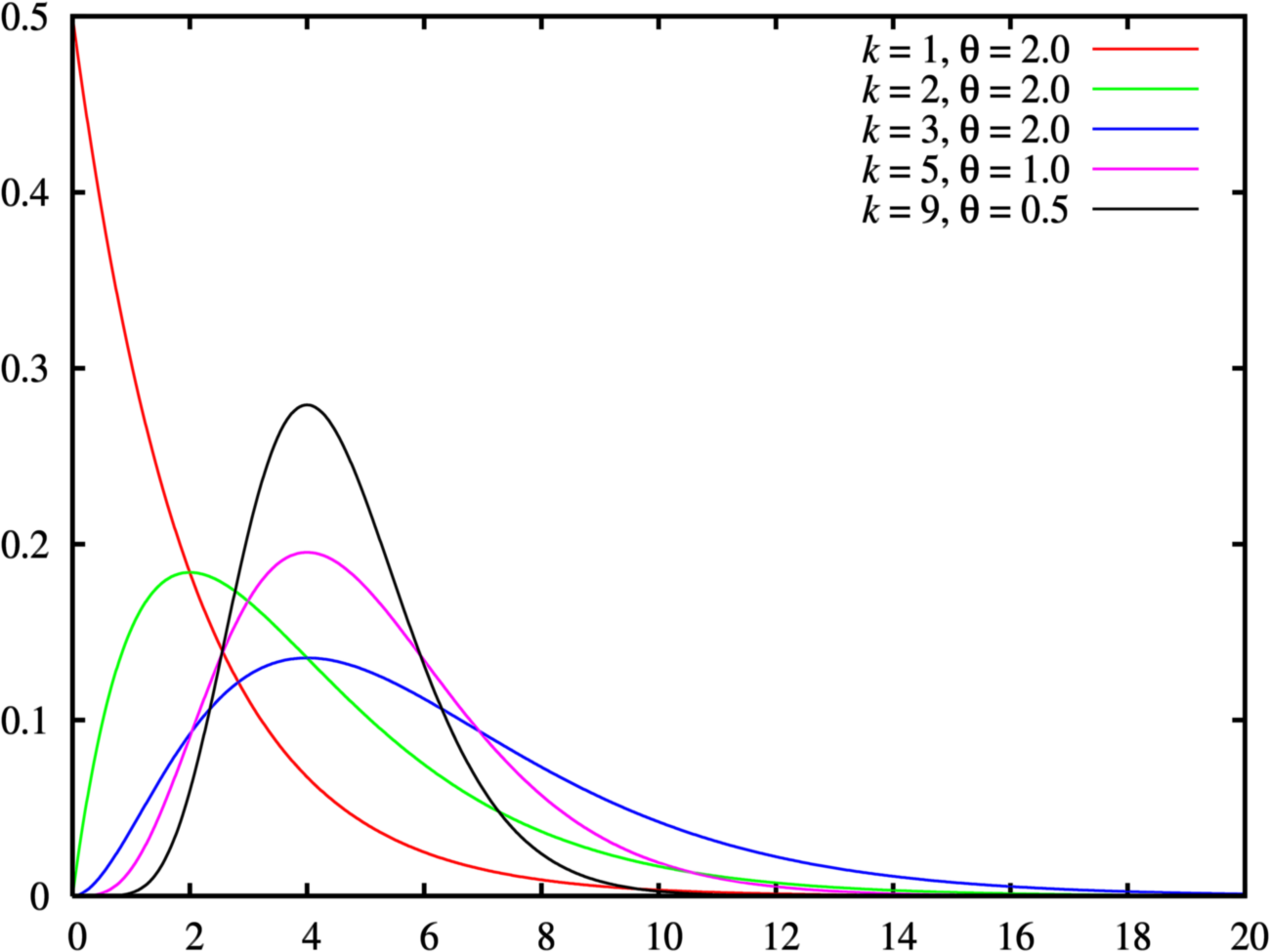
Phân phối Gamma

- Phân phối Gamma, mô tả thời gian cho đến khi n biến cố ngẫu nhiên hiếm gặp liên tiếp xảy ra trong một quá trình không có bộ nhớ.
  - Phân phối Erlang, là trường hợp đặc biệt của phân phối Gamma với tham số hình dạng là số nguyên, được phát triển để dự đoán các thời gian đợi trong các hệ thống hàng đợi (queuing systems).
  - Phân phối gamma đảo (inverse-gamma distribution)
- Phân phối z của Fisher (Fisher's z-distribution)
- Phân phối nửa chuẩn (half-normal distribution)
- Phân phối Lévy
- log-logistic distribution
- log-normal distribution, mô tả các biến có thể được mô hình dưới dạng tích của nhiều biến ngẫu nhiên độc lập nhỏ.

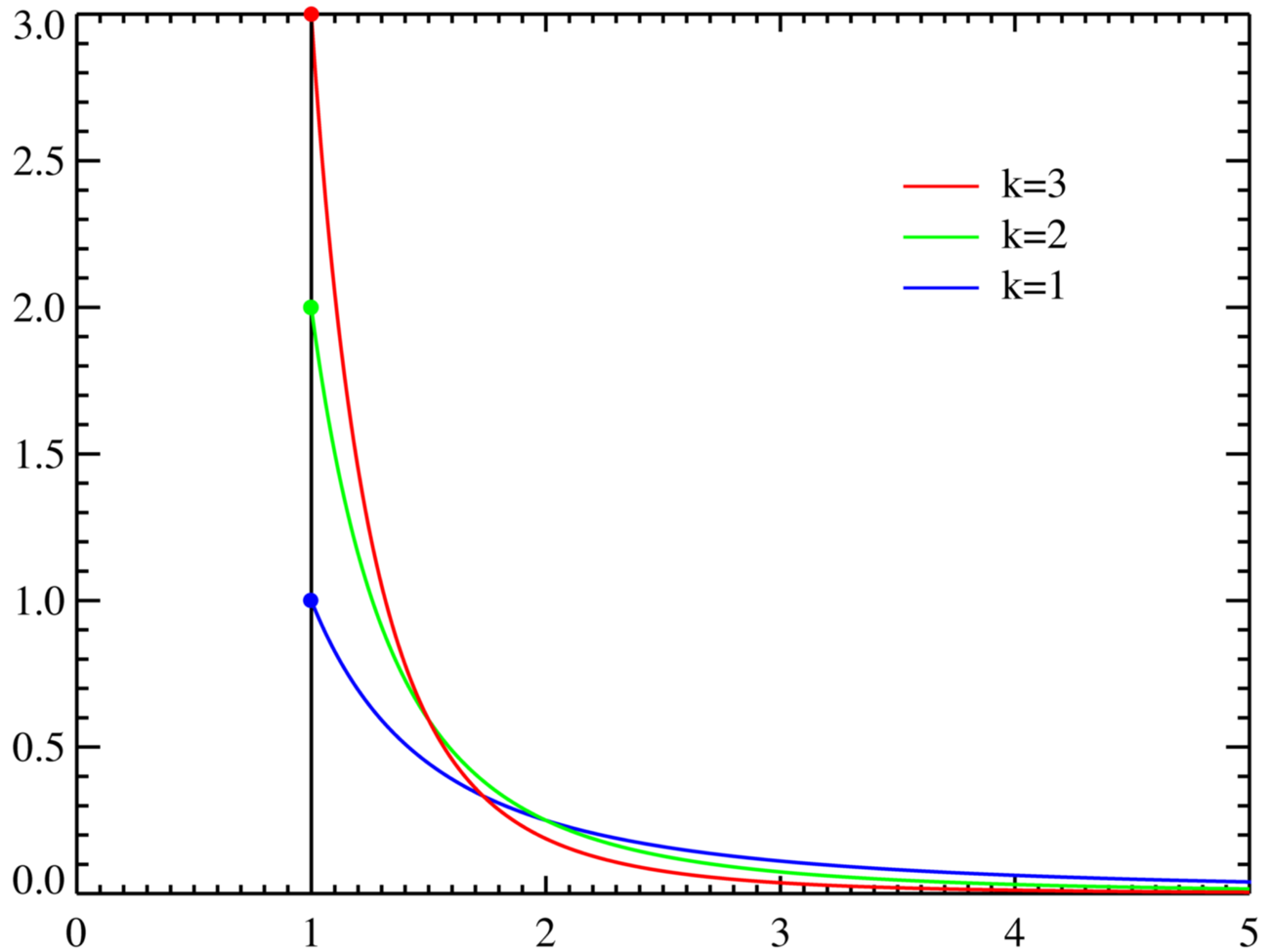
Phân phối Pareto

- Phân phối Pareto, hoặc phân phối "quy tắc lũy thừa", được dùng trong phân tích dữ liệu thương mại và hành vi tới hạn (critical behavior).
- Phân phối Rayleigh
- Rayleigh mixture distribution
- Phân phối Rice
- type-2 Gumbel distribution
- Phân phối Wald
- Phân phối Weibull, trong đó phân phối mũ là trường hợp đặc biệt, dùng để mô hình tuổi thọ của các thiết bị kỹ thuật.

#### Phân phối của các biến ngẫu nhiên lấy giá trị trên toàn tập số thực
- Phân phối nguyên tố Beta

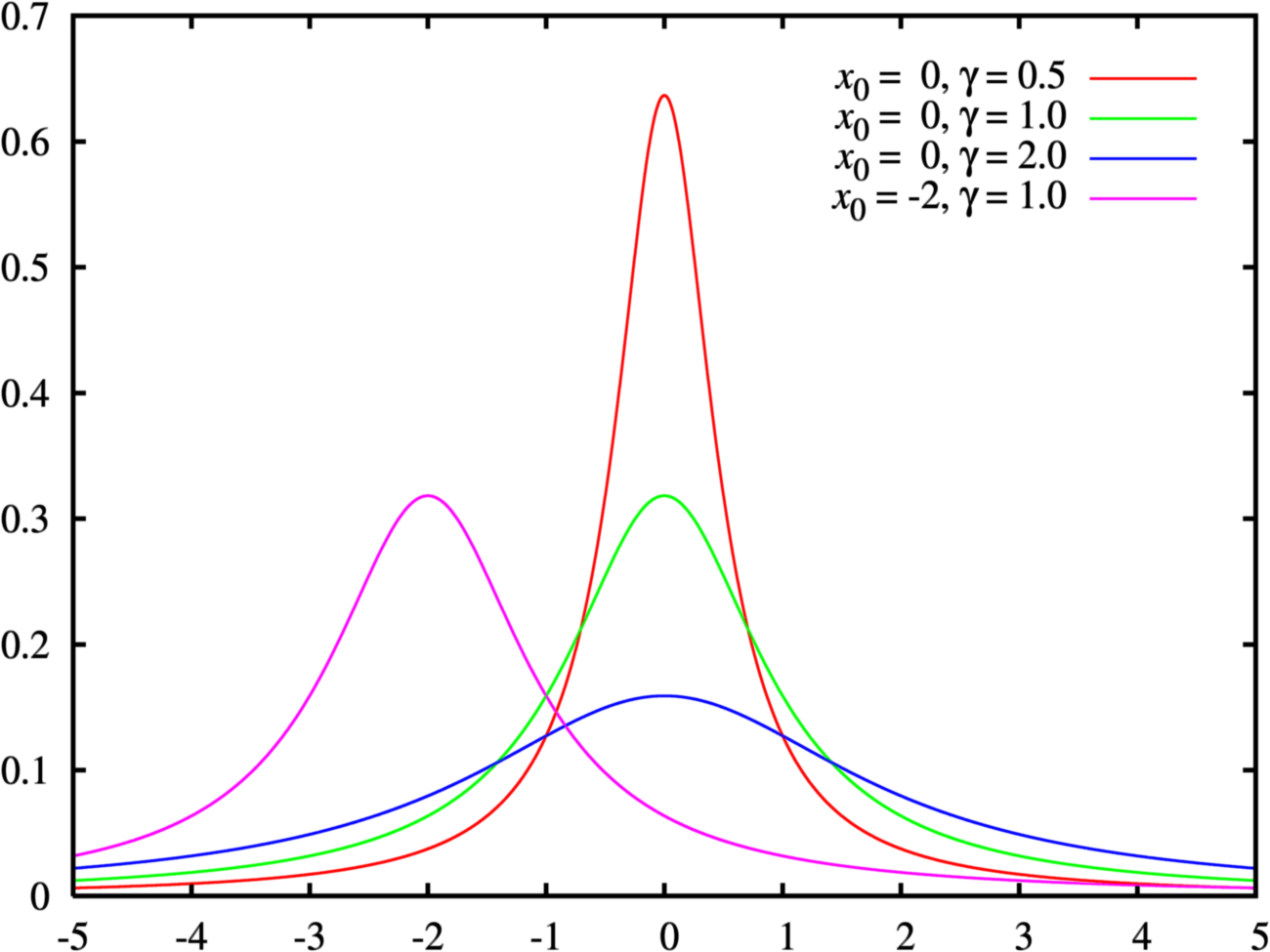
Phân phối Cauchy

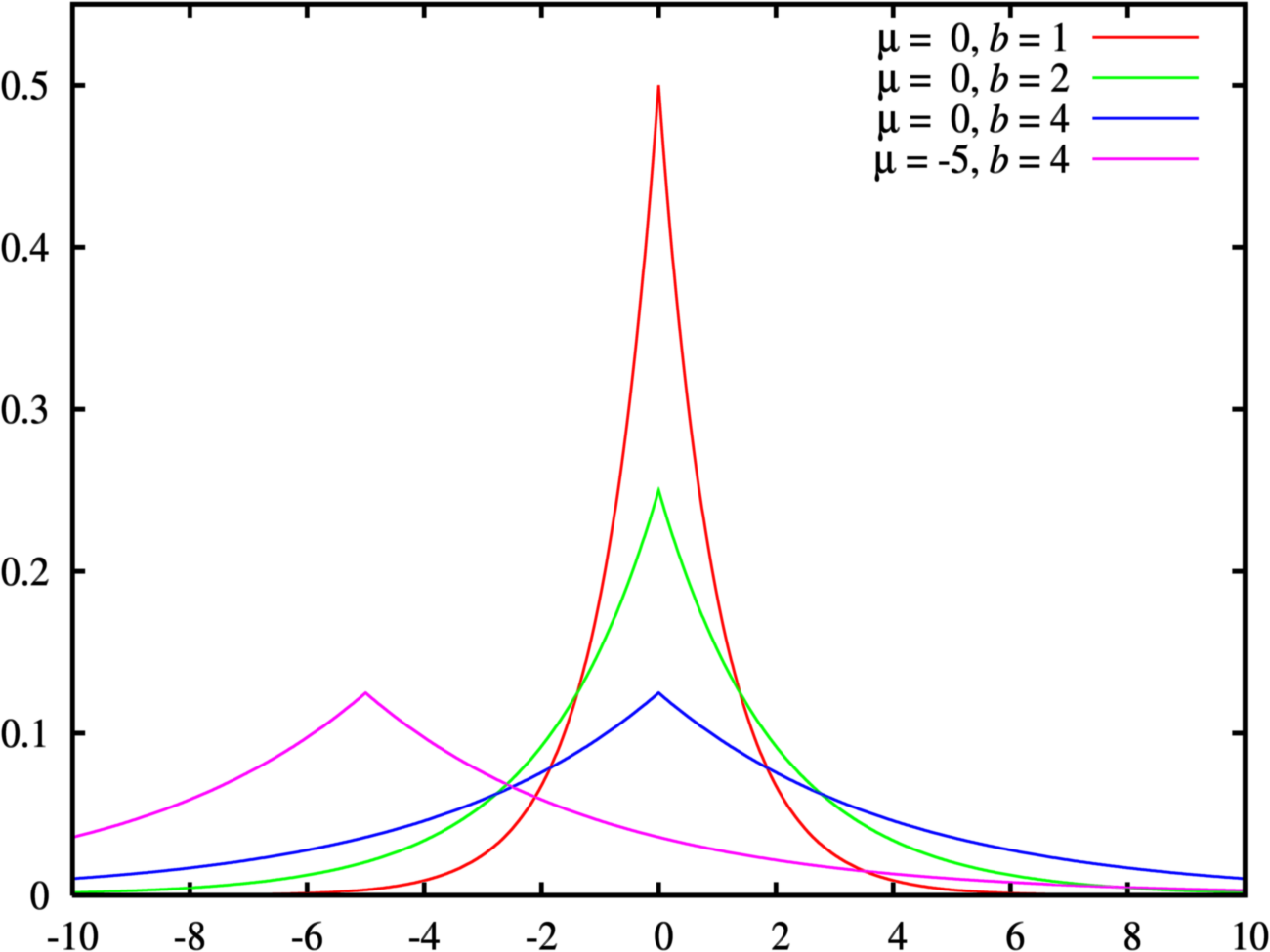
Phân phối Laplace

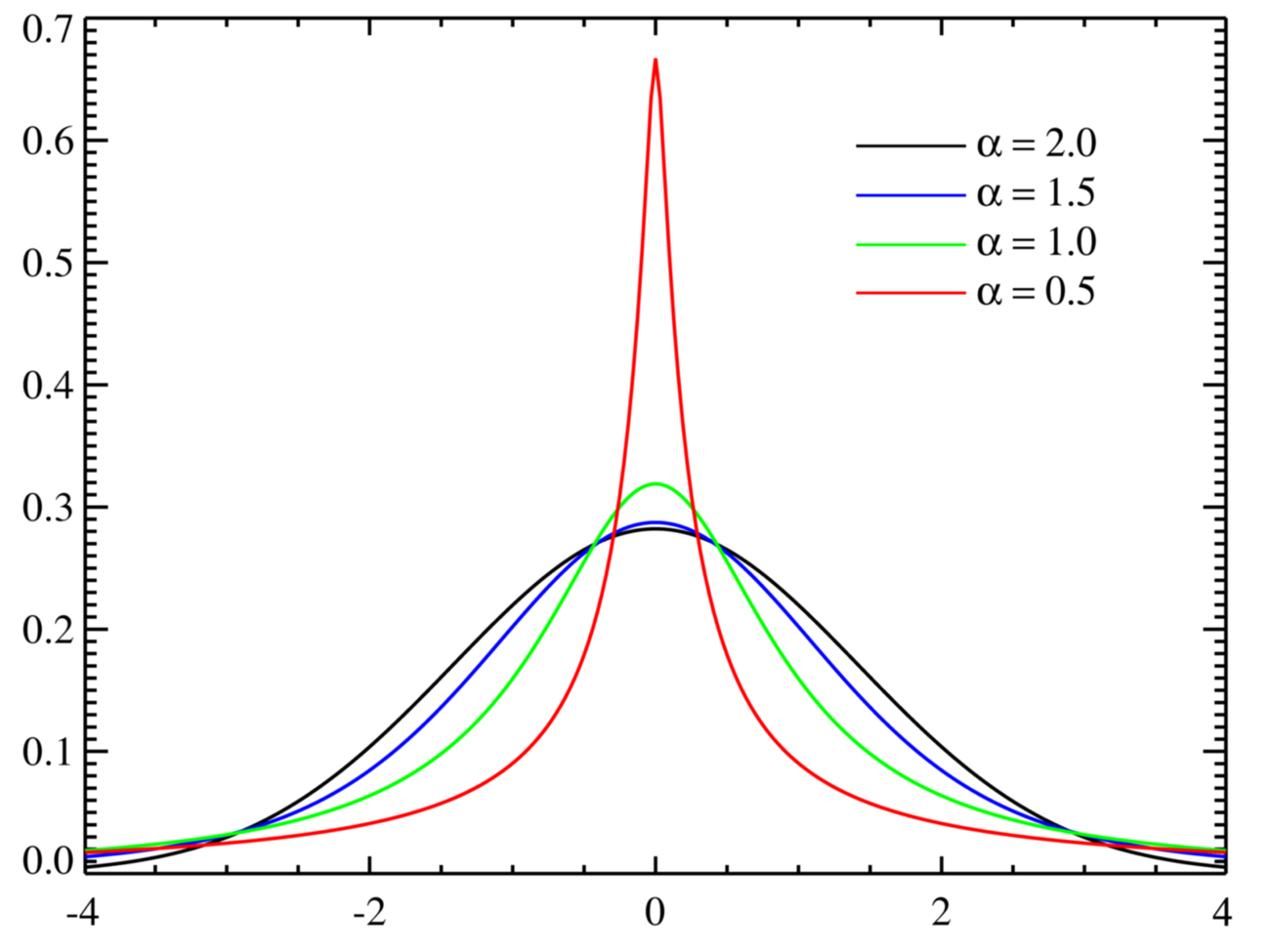
Phân phối Levy

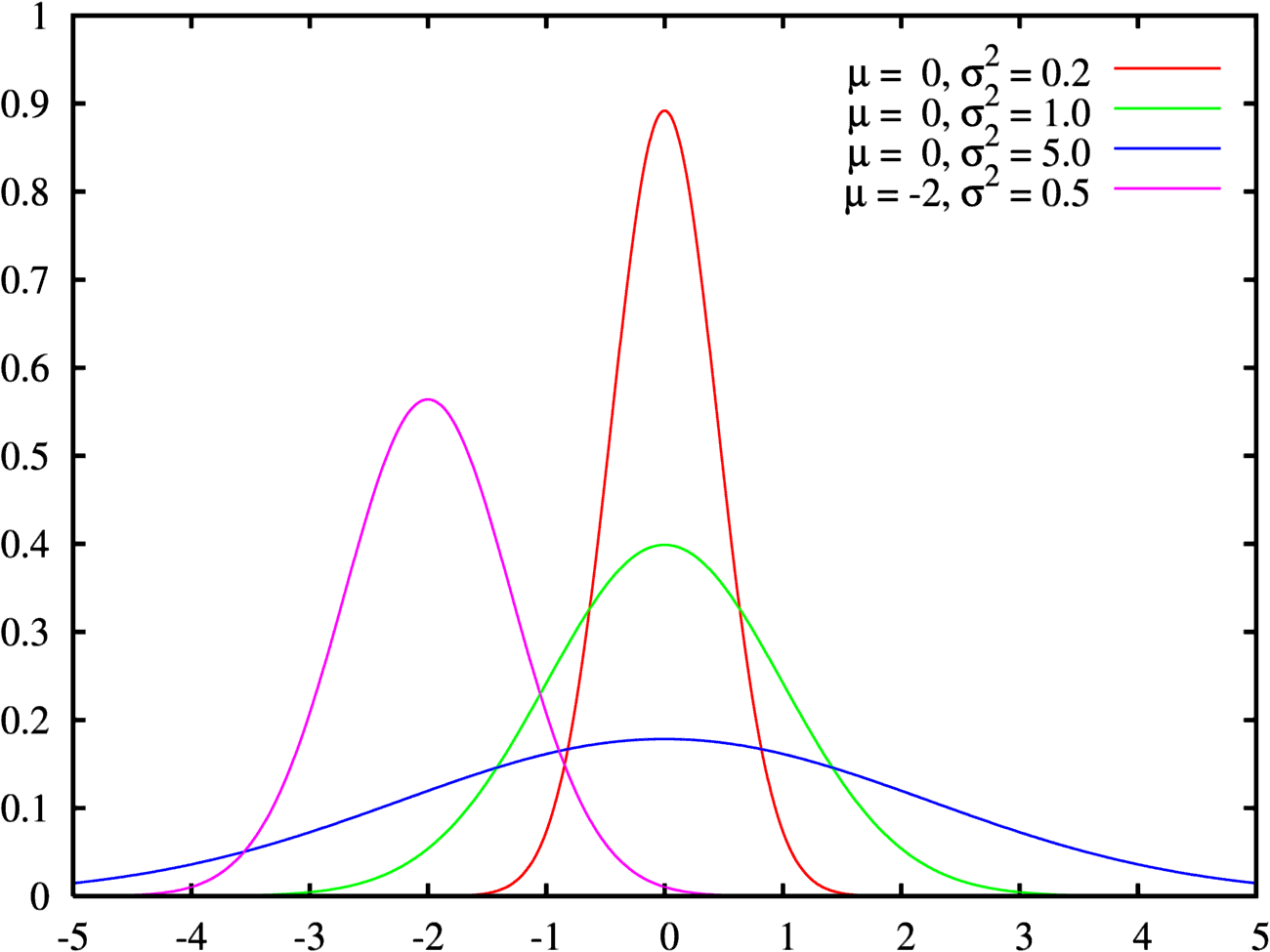
Phân phối chuẩn

- Phân phối Cauchy, một ví dụ về một phân phối không có kỳ vọng hay phương sai. Trong vật lý, phân phối này thường được gọi là một Lorentzian profile, và có liên quan đến nhiều quá trình, trong đó có phân phối năng lượng cộng hưởng, impact and natural spectral line broadening and quadratic stark line broadening.
- Phân phối Fisher-Tippett, extreme value, or log-Weibull distribution
  - Phân phối Gumbel, trường hợp đặc biệt của phân phối Fisher-Tippett
- The generalized extreme value distribution
- The hyperbolic secant distribution
- Phân phối Landau
- Phân phối Laplace
- The Lévy skew alpha-stable distribution is often used to characterize financial data and critical behavior.
- The map-Airy distribution
- Phân phối chuẩn (normal distribution) còn gọi là phân phối theo đường cong Gauss, là phân phối của biên ngẫu nhiên X có hàm mật đọ là đường cong Gauss. Nó rất phổ biến trong thiên nhiên và thống kê do định lý giới hạn trung tâm (central limit theorem): mọi biến mà có thể được mô hình bằng tổng của nhiều biến độc lập đều là xấp xỉ chuẩn.
- Phân phối Student, là phân phối của biên ngẫu nhiên biểu diễn giá trị trung bình chưa biết của phân phối Gauss.
  - t-phân phối không tâm
- Phân phối Gumbel dạng 1

### Các phân phối điều kiện
Với tập hợp bất kỳ gồm các biến ngẫu nhiên độc lập, hàm mật độ xác suất của phân phối có điều kiện (joint distribution) là tích của từng hàm riêng.

#### Phân phối đông thời của các biến ngẫu nhiên trên cùng một không gian mẫu (vectơ ngẫu nhiên)
- Phân phối Dirichlet,là tổng quát hóa của phân phối beta.
- The Ewens's sampling formula is a probability distribution on the set of all partitions of an integer n, arising in population genetics.
- phân phối bội, là tổng quát hóa của phân phối nhị thức.
- phân phối chuẩn bội, là tổng quát hóa của phân phối chuẩn.

#### Các phân phối của các ma trận ngẫu nhiên
Đó là phân phối của các biến ngẫu nhiên nhận giá trị là các ma trận
- Phân phối Wishart
- Phân phối ma trận chuẩn
- t-phân phối ma trận
- Hotelling's T-square distribution

### Các phân phối khác
- Phân phối Cantor